# ریکی جرویز
ریکی جِروِیز (به انگلیسی: Ricky Dene Gervais) (متولد ۲۵ ژوئن ۱۹۶۱) کمدین، بازیگر، کارگردان، تهیه‌کننده، نویسنده، مجری رادیو و موسیقیدان انگلیسی است.
جرویز شهرت اصلی خود را از سریال تلویزیونی اداره و سپس سیاهی‌لشکر، که هر دو را با استفن مرچنت کارگردانی کرده بود کسب کرد.
جرویز ستاره فیلم‌های هالیوودی شهر متروکه، اختراع دروغ، ماپت‌ها و شب در موزه بوده‌است. او در در تورهای کمدی استندآپ شرکت کرده، کتاب پرفروش فلنیمال را نوشته و به همراه استیون مرچنت و کارل پیلکینگتون پردانلودترین پادکست دنیا تا سال ۲۰۰۹ به نام ریکی جرویز شو را اجرا کرده‌است.
او هفت جایزه سینمایی بفتا، سه جایزه گلدن گلوب، دو جایزه امی، پنج جایزه کمدی بریتانیایی و یک نامزدی جایزه انجمن بازیگران نمایش دریافت کرده‌است. در سال ۲۰۱۰ او در لیست ۱۰۰ فرد تأثیرگذار جهان قرار گرفت.
ریکی جرویز اولین فرد انگلیسی بود که بعد از ۱۴ سال مجری مراسم جوایز گلدن گلوب در سال ۲۰۱۰ شد، او مراسم گلدن گلوب سال‌های ۲۰۱۱، ۲۰۱۲، ۲۰۱۶ و ۲۰۲۰ نیز به‌عنوان میزبان انتخاب شد. وی تا به امروز در چندین فیلم سینمایی و تلویزیونی بازی و تعدادی را خود کارگردانی کرده است. از جمله آخرین آثار تلویزیونی وی به نام پس از مرگ در ژانر کمدی سیاه در مارس ۲۰۱۹ از شبکه نت‌فلیکس منتشر شد. ساخت این مجموعه تلویزیونی برای فصل سوم تمدید شد. وی در برنامه‌های مختلفی اعلام کرده است که خداناباور است.
وی یک گربه به نام پیکل (به فارسی به معنای خیارشور) دارد که پست های زیادی درباره او در اینستاگرامش به اشتراک میگذارد.

## مراسم  گلدن گلوب ۲۰۲۰
ریکی جرویز مجری گلدن گلوب ۲۰۲۰ بود که حرف های جالب و قابل یادآوری برای جایزه بگیرهای جشنواره ها مطرح کرد. جرویز خطاب به برندگان گفت: 
اگر جایزه بردید از آن به عنوان تریبون سخنرانی استفاده نکنید. شما در جایگاهی نیستید که به مردم چیزی یاد بدهید.
 جرویز تاکید کرد: 
شما هیچ چیز از دنیای واقعی نمی دانید. پس اگر جایزه بردید از مدیر برنامه ها و خدایتان تشکر کنید و سرجای تان بنشینید.

## فیلم‌شناسی
| سال تولید | نام فیلم                       | نقش                | توضیحات                                     |
| --------- | ------------------------------ | ------------------ | ------------------------------------------- |
| ۲۰۰۱      | تنازع برای بقا                 | بانسر              |                                             |
| ۲۰۰۵      | کبوتر بی‌باک                    | باگسی              | صداپیشه                                     |
| ۲۰۰۶      | محض اطلاع                      | مارتین گیب         |                                             |
| ۲۰۰۶      | شب در موزه                     | دکتر مک‌فی          |                                             |
| ۲۰۰۷      | گرد ستاره                      | فِرِدی دی فِنس        |                                             |
| ۲۰۰۸      | شهر متروکه                     | دکتر برترام پینکاس |                                             |
| ۲۰۰۹      | شب در موزه: نبرد اسمیتسونین    | دکتر مک‌فی          |                                             |
| ۲۰۰۹      | اختراع دروغ                    | مارک بلیسون        | همچنین کارگردان، نویسنده و تهیه‌کننده        |
| ۲۰۱۰      | تقاطع سمتری                    | لِن تِیلور           | همچنین کارگردان، نویسنده و تهیه‌کننده اجرایی |
| ۲۰۱۱      | بچه‌های جاسوس: همه زمان در جهان | آرگونات            | صداپیشه                                     |
| ۲۰۱۱      | ماپت‌ها                         | نقش خودش           | صحنه‌های محذوف                               |
| ۲۰۱۳      | ناباوران                       | نقش خودش           | مستند                                       |
| ۲۰۱۳      | فرار از سیاره زمین             | آقای جیمز بینگ     | صداپیشه                                     |
| ۲۰۱۴      | ماپت‌ها: تحت تعقیب              | دامینیک بدگای      |                                             |
| ۲۰۱۴      | شب در موزه: راز مقبره          | دکتر مک‌فی          |                                             |
| ۲۰۱۵      | شازده کوچولو                   | مرد متکبر          | صداپیشه                                     |
| ۲۰۱۶      | خبرنگاران ویژه                 | ای‌اِن فینچ          | همچنین کارگردان، نویسنده و تهیه‌کننده        |
| ۲۰۱۶      | دیوید برنت: زندگی در جاده      | دیوید برنت         | همچنین کارگردان، نویسنده و تهیه‌کننده        |
| ۲۰۲۰      | خانوادهٔ ویلبی                  |                    | صداپیشه                                     |
| ۲۰۲۲      | پنجه‌های خشم: افسانه هنک        | جیمبو              | صداپیشه                                     |